# Cratere Jori
Jori è un cratere sulla superficie di Marte.